# Philotherma rennei
Philotherma rennei is een vlinder uit de familie spinners (Lasiocampidae). De wetenschappelijke naam van deze soort is voor het eerst geldig gepubliceerd in 1881 door Hermann Dewitz.
De soort komt voor in tropisch Afrika.